# امیر عابدی (شهردار دارالسلام)
شیخ امیر عابدی (۱۹۲۴–۱۹۶۴) اولین شهردار آفریقایی دارالسلام بود. او همچنین وزیر دادگستری و وزیر آموزش و فرهنگ بود و همچنین نمایندهٔ تانگانیکا در هجدهمین دوره مجمع عالی سازمان ملل متحد بود. او به علت مسمومیت غذایی در سال ۱۹۶۴ در سن ۴۰ در گذشت. عابدی شاعر برجسته ای در زبان سواحیلی بود و همچنین پشتیبان قوی از زبان سواحیلی بود.